# Autoeslalon

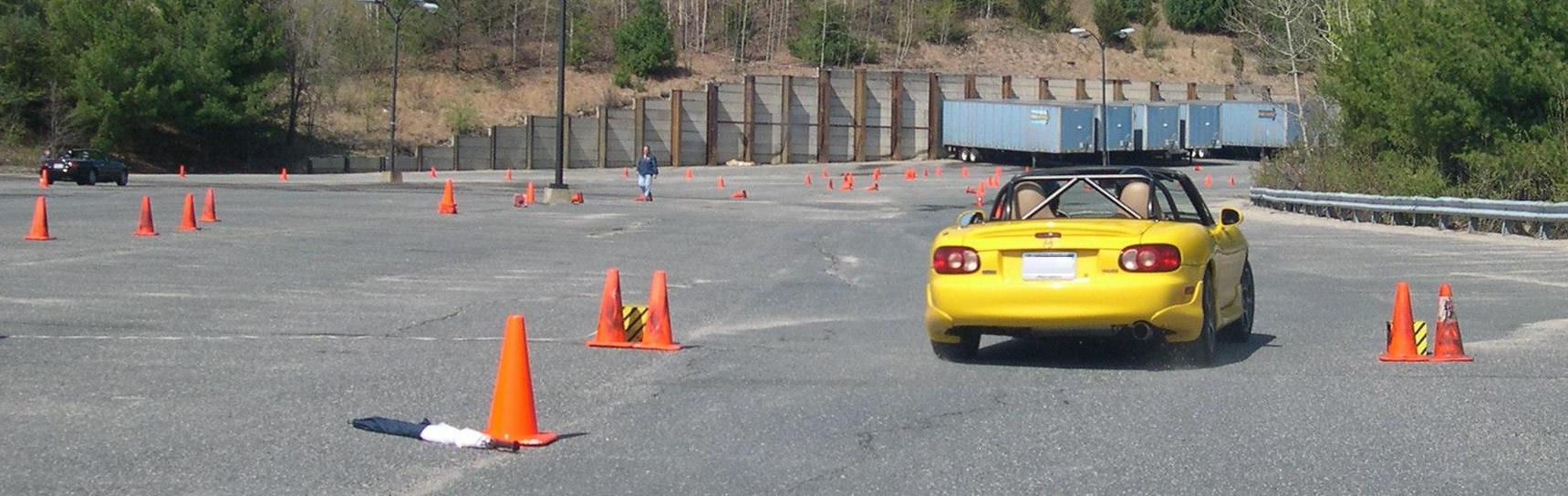
Un Mazda Miata disputando una carrera de autoeslalon.

El autoeslalon (también conocido como eslalon) es una modalidad dentro del automovilismo deportivo que enfatiza en la seguridad, competición de bajo costo y participación activa. Es una competencia de tiempo en donde los conductores participan por turnos (uno a la vez) en un trazado temporal en un estacionamiento o aeródromo, demarcado con conos de tráfico, en vez de un autódromo. 
El autoeslalon pone mayor énfasis en el manejo del vehículo y las habilidades de conducción que en los caballos de potencia, y los eventos en general permiten el uso de casi cualquier vehículo, desde sedáns económicos hasta vehículos especialmente construidos. La velocidad es menor en comparación con otros deportes automovilísticos, usualmente sin exceder velocidades de carretera, pero el nivel de actividad (medido en las entradas por segundo realizadas por el conductor) pueden ser superiores incluso a las de Fórmula 1 debido al gran número de obstáculos a superar en cada curso. Además de ser un deporte automovilístico a nivel nacional, el autoeslalon suele ser una forma para comenzar a desarrollar habilidades para otros tipos de deportes automovilísticos.
Los eventos de autoeslalon son con frecuencia llevados a cabo en áreas pavimentadas relativamente extensas como lo son estacionamientos o campos aéreos. Lo más común es que se creen nuevos cursos para cada evento de modo que los conductores deben aprender un nuevo curso cada vez que compiten. Antes de conducir, los competidores pueden pasear el curso, tomando notas mentales, y desarrollando una estrategia para ser utilizada al momento de correr. Organizaciones nacionales como la Sports Car Club of América (SCCA) y la National Auto Sport Association (NASA) auspician eventos de autoeslalon alrededor de los Estados Unidos, y muchas regiones poseen clubes independientes de autoeslalon. Los manufactureros de automóviles y sus clubes asociados en ocasiones llevan a cabo eventos de autoeslalon.

## Participación

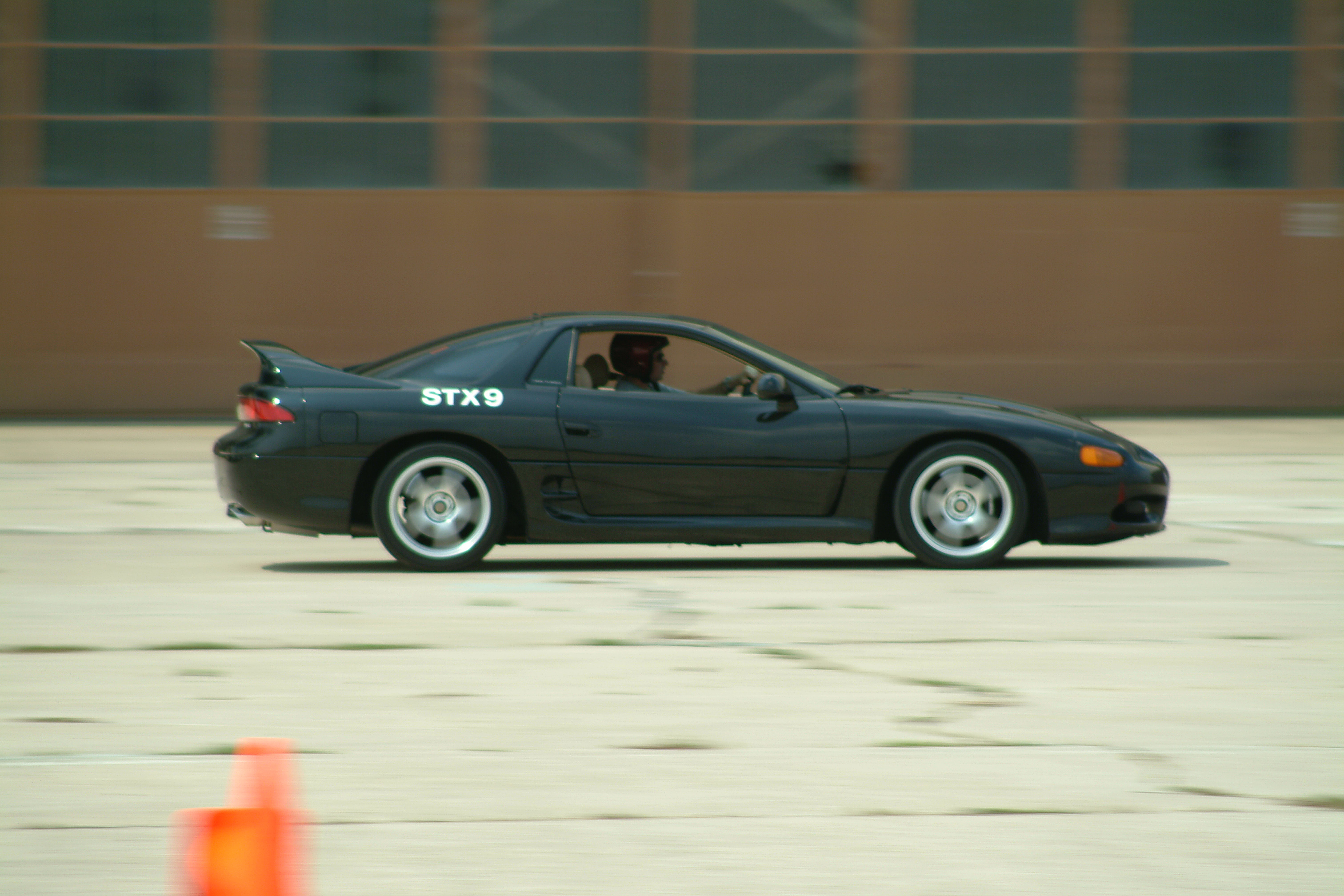
Un Mitsubishi 3000GT VR-4 participa en una competencia de autoeslalon en un aeródromo en Champaign, Illinois.

La principal atracción del autoeslalon es que resulta una forma relativamente económica de participar en un deporte automovilístico. Debido a las velocidades bajas promedio, la carencia de obstáculos físicos y la carencia de competiciones con más de un vehículo en curso reducen significativamente el potencial de daño en los vehículos, particularmente producto de colisiones, en comparación con otros deportes de automovilismo. La mayoría de los participantes de este deporte utilizan vehículos de calle. Muchos clubes utilizan este aspecto del deporte para tratar de atraer nuevos miembros incluyendo clases para novatos en donde pueden utilizar sus vehículos cotidianos sin necesidad de ningún tipo de modificación.
La SCCA posee una categoría de autoeslalon para damas que comparte las mismas reglas que la categoría abierta pero limitando su participación a mujeres. Esta categoría no impide sin embargo que las mujeres puedan participar de la categoría abierta si así lo desean.

## Requisitos para poder participar en las pruebas
Para poder tomar parte en este tipo de pruebas, es necesario estar en posesión de una licencia emitida por la federación competente en función de cada territorio. Para obtener dicha licencia, es necesario haber realizado una revisión médica.

## Autos y categorías

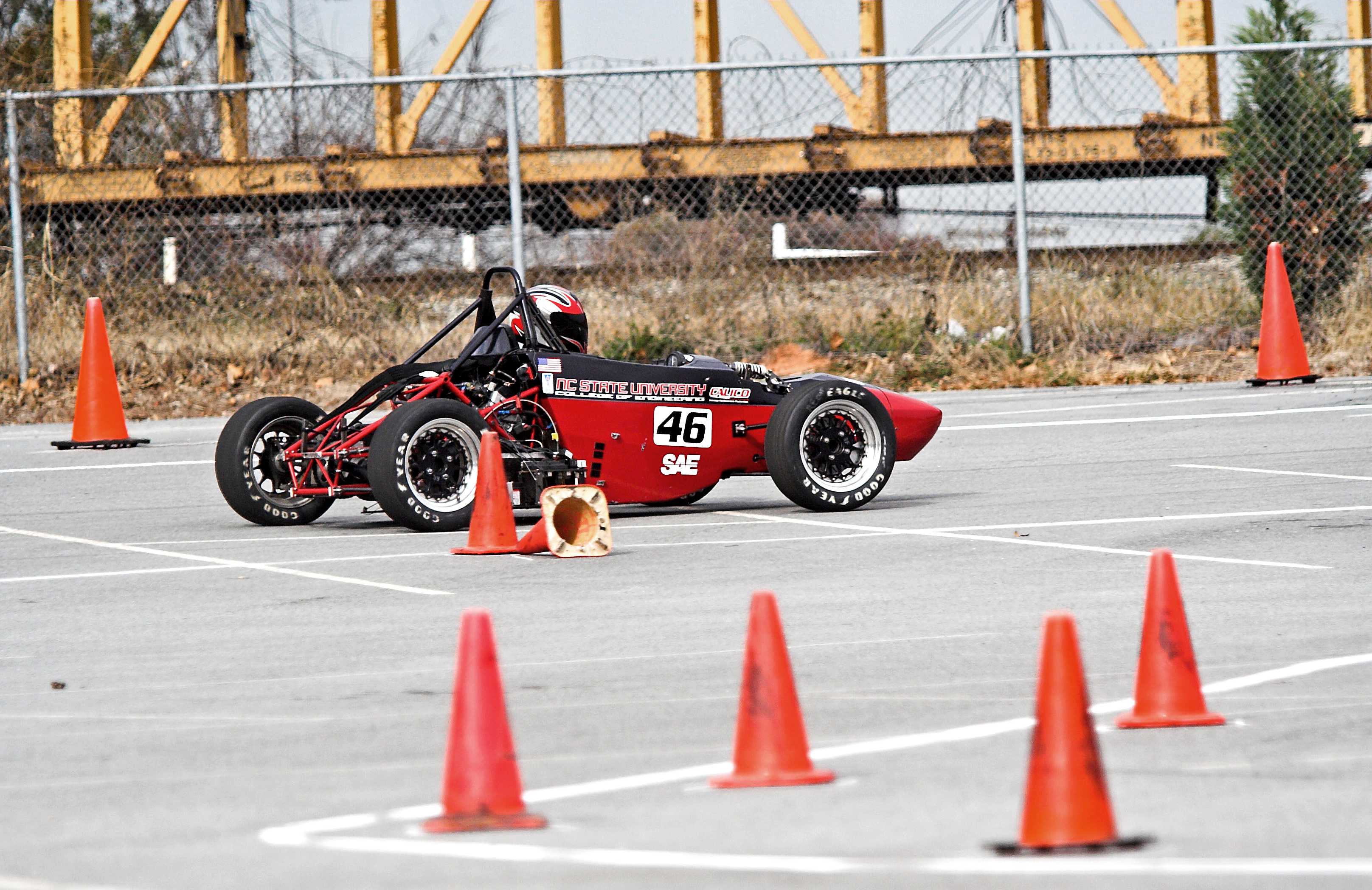
Existen categorías para autos especialmente diseñados y para autos pertenecientes a otro tipo de deportes automovilísticos.

Las categorías y las reglas varían principalmente debido a las modificaciones mecánicas y estructurales de los autos, pero generalmente la mayoría se basa en autos ligeramente modificados o sin modificar (stock car). Las modificaciones más significativas son las de vehículos de calle modificado, que mantienen el chasis original pero gran parte de sus piezas, incluyendo el motor, son modificadas. Estos autos pueden superar los 350 caballo de potencia, y pueden llegar a los 100 km/h (60 mph) desde un arranque en 0 en 3.2 segundos, y pueden dar curvas en exceso de 1.7 de transición lateral Gs.
Existen también categorías para autos especialmente construidos importados de otras series (incluyendo los Fórmula Ford, Fórmula Atlantic, y Fórmula 500 y vehículos similares a los utilizados en las competiciones NASCAR aunque la mayoría de los autos utilizados en las competencias son vehículos sin modificaciones.
Los automóviles más veloces utilizados en el autoeslalon poseen modificaciones especiales como enormes alerones, motores de vehículos de nieve y transmisiones variables continuas. Aunque sus velocidades máximas están limitadas por el engranaje y las capacidades aerodinámicas de arrastre de los enormes alerones, sus capacidades de transición en curvas es superior a la de muchos deportes automovilísticos.

### Características de los vehículos admitidos
Vehículos admitidos en la División I.
Vehículos de Turismo (Grupo A, World Rally Car y Kit Car) de 2 o 4 ruedas motrices y con homologación en vigor. Se permite la modificación a cuatro ruedas motrices.
Vehículos admitidos en la División II.
Vehículos de producción (Grupo N), con su homologación en vigor, atmosféricos y de dos ruedas motrices, con una cilindrada máxima de 2.000cm3.
Vehículos admitidos en la División II-A.
Vehículos de producción (Grupo N), con su homologación en vigor, atmosféricos y de dos ruedas motrices, con una cilindrada máxima de 1.600cm3.
Vehículos admitidos en Car Cross
Vehículos monoplazas de motor trasero, construidos y concebidos para la práctica del autoeslalon, de 2 ruedas motrices y propulsados por motores atmosféricos, de cuatro cilindros y cuatro tiempos, con una cilindrada máxima de 600cm3.

## Desarrollo de las pruebas
Una de las ventajas que aporta el autoeslalon dentro del automovilismo es que, en la mayoría de las pruebas de carácter regional, se disputan en un solo día, lo que hace bajar los elevados costes que caracterizan los deportes del motor. Las únicas pruebas que se disputan en dos días son las que forman parte del campeonato nacional.
- Verificaciones administrativas: Se realiza el control documental de la inscripción, licencias y pólizas de seguros
- Verificaciones técnicas: Se verifica que todos y cada uno de los vehículos cumplan con las exigentes normativas de seguridad y con las especificaciones en cuanto a mecánica de cada categoría.
- Entrenamientos: Se realizan unas vueltas cronometradas, entre 4 y 7 vueltas de las cuales se escoge la realizada en menor espacio de tiempo. Una vez todos los vehículos los han realizado, se emiten las listas con el orden en la parrilla de salida.
- Briefing: Previo a iniciar las mangas, el director de carrera insiste a todos los participantes en las reglas y directrices a seguir a lo largo del desarrollo de la prueba.
- Mangas clasificadoras: Son normalmente dos mangas, en las que en función de los resultados se obtienen puntos de cara a la confección de la parrilla final. Tienen una duración de entre 6 y 9 vueltas en función de la longitud del circuito.
- Final: La parrilla final se "monta" en función de los puntos obtenidos y es en este punto cuando se celebra la carrera que dará el resultado final del encuentro.

## Variantes del autoeslalon
En Europa, esta modalidad de automovilismo se la conoce como autoeslalon. 
En los Estados Unidos, el autoeslalon aquí descrito se le conoce como autocross (también conocido como solo, nombre dado por la SCCA), término que en Europa se le da otro tipo de competición (ver Autocross). En el Sur de Asia es conocido como autokhana. En el Reino Unido también es conocido como SoloMotorsport o autosolo, ya que autocross hace referencia a un deporte similar al rallycross pero llevado a cabo en terrenos sin pavimentar como gravilla o barro.
El motorkhana (como se le conoce en Australia y Nueva Zelanda) y el autotesting (Reino Unido e Irlanda es una variante más lenta del autoeslalon. Con velocidades que rara vez sobrepasan los 60 km/h (40 mph), tanto el motorkhana como el autotesting son más lentos que el autocross estadounidense, y además, requiere el uso de freno de mano y algunas secciones se deben realizar en reversa. Mientras tanto, en el autocross estadounidense se puede superar los 100 km/h (60 mph) y nunca se exige circular marcha atrás. El freno de mano tampoco es requerido y usualmente no es necesario.
La autogymkhana es aún más complejo que el motorkhana y el autotest, incluyendo la realización de varias vueltas de 360 grados entre conos y horquillas extremadamente cerradas. La velocidad es un factor importante que requiere la realización constante de derrapes, resultando en un deporte parecido a una mezcla entre autocross y derrapadas. El autogymkhana usualmente no requiere la puesta en marcha reversa.
En las variaciones de autocross ProSolo de la SCCA, dos automóviles corren lado a lado en un circuitos paralelos.

## Libros sobre técnicas de autoeslalon
- Watts, Henry (January 1990). Secrets of Solo Racing: Expert Techniques for Autocrossing and Time Trials. Loki Pub. Co. ISBN 0-9620573-1-2.
- Turner, Richard (1977). Winning autocross solo II competition: The art and the science. National Academy for Police Driving. ISBN 0-932522-01-7.
- Pagel, Jim (1972). How to win at slalom & autocross. ISBN 0-87112-053-4.